# Rei Ieizumi
Rei Ieizumi (japanisch 家泉 怜依 Ieizumi Rei; * 20. Januar 2000 in der Präfektur Fukuoka) ist ein japanischer Fußballspieler.

## Karriere
Rei Ieizumi erlernte das Fußballspielen in der Jugendmannschaft des FC Tiamo Hirakata, in der Schulmannschaft der Sangawa High School sowie in der Universitätsmannschaft der Ryūtsū-Keizai-Universität. Während seiner Zeit auf der Universität spielte er 2018 mit dem Universitätsverein Ryutsu Keizai University FC dreimal in der Kanto Soccer League (Div.1). Mit dem Ryūtsū Keizai Dragons Ryūgasaki, ebenfalls ein Verein der Universität, spielte er 2019 16-mal in der vierten Liga und 2020 dreimal in der Regionalliga. Seinen ersten Vertrag unterschrieb er am 1. Februar 2021 beim Iwaki FC. Der Verein aus Iwaki, einer Stadt in der Präfektur Fukushima auf Honshū, spielte in der vierten japanischen Liga, der Japan Football League. Sein Drittligadebüt gab Rei Ieizumi am 13. März 2022 (1. Spieltag) im Auswärtsspiel gegen den Kagoshima United FC. Hier stand er in der Startelf und stand die kompletten 90 Minuten auf dem Spielfeld. Das Spiel endete 1:1. Am Ende der Saison feierte er mit Iwaki die Meisterschaft und den Aufstieg in die zweite Liga. Nach insgesamt 72 Ligaspielen, in denen er drei Tore erzielte, wechselte er im Februar 2024 zum Erstligisten Hokkaido Consadole Sapporo. Am Ende der Saison 2024 belegte er mit Hokkaido den 19. Tabellenplatz und musste somit in die zweite Liga absteigen.

## Erfolge
Iwaki FC
- Japanischer Viertligameister: 2021  ▲
- Japanischer Drittligameister: 2022  ▲